# ホンダ・パイロット (自動車)
パイロット（PILOT）は、本田技研工業が生産し、販売する中型スポーツ・ユーティリティ・ビークル（SUV）/クロスオーバーSUVである。日本国外でのみ販売されており、中東地域ではMR-Vの名で販売されている。

## 初代 YF1/2型（2002年 - 2008年）
アメリカ合衆国・オハイオ州とカリフォルニア州にあるHonda R&D Americas, Inc.（HRA）でデザインされ、2002年6月に北米で発売された。姉妹車のMDXよりも落ち着いた性格付けがなされており、CR-Vの兄貴分といえる。価格は「LX」が2万6900ドル（約335万円）、「EX」が2万9270ドル（約365万円）と、MDXより安い価格になっている。
「LX」にはV6 3.5L SOHC VTEC（244hp）エンジン、5速AT 、「VTM-4」4WDシステムが搭載され、「EX」ではこれにアロイホイール、クライメートコントロール、8ウェイパワードライバーズシート、2列目シートに子供用のアクティビティトレイなどがオプションで付く。その他のオプションとしてカーナビゲーションシステム、2列目DVDシステム、レザーシートやサンルーフ、フォグランプ内装大型バンパー、オーバーフェンダーなどがある。ボディは鋼板製で、ドア内部には側面衝突時の安全性を高めるビームを装備。エアバッグは運転席、助手席ともにフロントとサイドの両方にある。またボートなら2,041kgまで、トレーラーなら1,588kgまで牽引することもできる。
2005年のマイナーモデルチェンジで、V6 3.5L SOHC i-VTEC（244hp）のVCMエンジンを搭載したFF仕様も設定された。
アメリカの有力自動車雑誌『カー・アンド・ドライバー』 で「Best Large SUV」に2002年から2006年まで毎年選ばれ、「5 Best trucks」にも2007年まで6年連続で選ばれていた。
生産はカナダ・オンタリオ州にあるホンダ・オブ・カナダ・マニュファクチュアリング（HCM）の第2ラインで行われていたが、2004年よりアメリカの生産子会社ホンダ・マニュファクチュアリング・オブ・アラバマ（HMA）に新設された第2ラインでも生産を開始した。

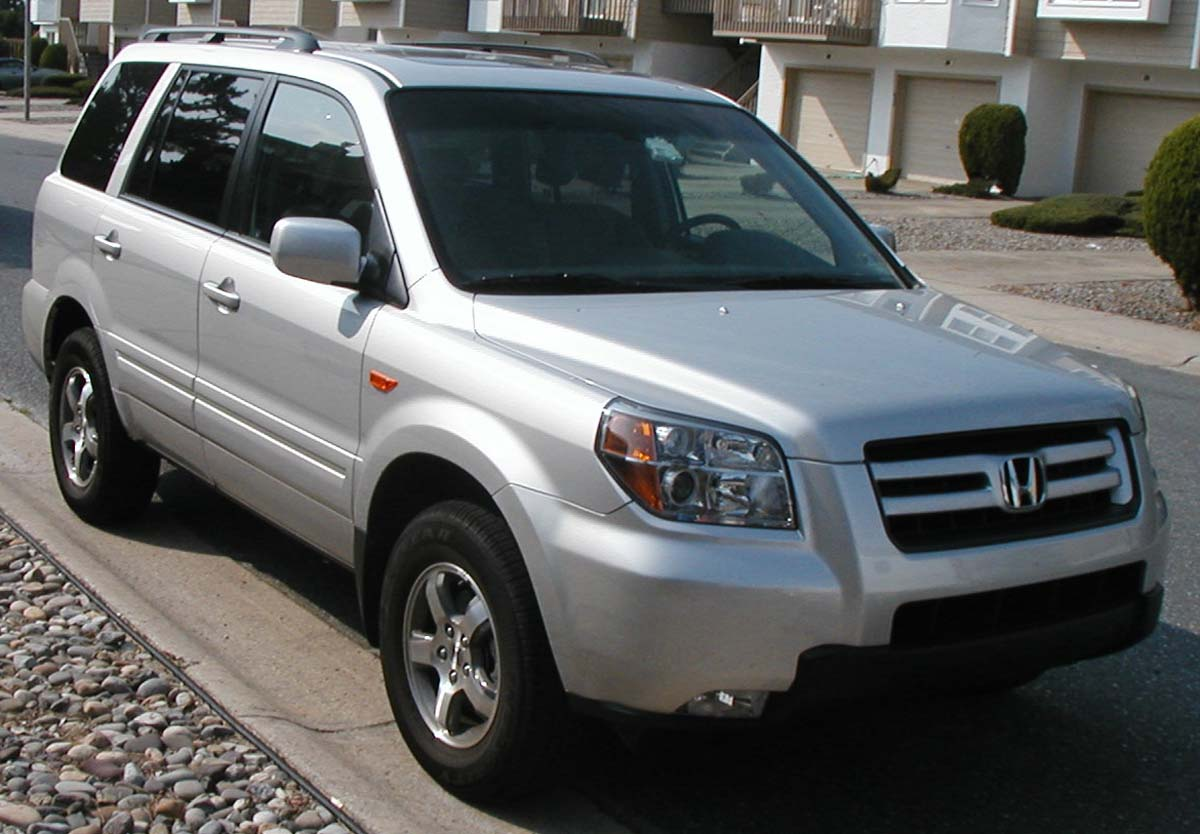
後期型

## 2代目 YF3/4型（2008年 - 2015年）
2008年1月13日から行われた「2008年北米国際自動車ショー」に、「パイロット プロトタイプ」が出展された。
デザインコンセプトは「インテリジェントアドベンチャービークル」。ボディサイズはわずかに拡大され、ホイールも17インチが標準設定となった。ACEボディ構造を採用して安全性を向上し、エンジンフードやフロントサスペンションのロアコントロールアーム、リアサスペンションナックルなどがアルミニウム化されて軽量化された。
テールゲートのガラスハッチ開閉やクラス3ヒッチ、ヒルスタートアシストなどが標準装備される。「LX」、「EX」、 「EX-L」、「Touring」の4グレードで展開され、全グレードFFと4WDが選択できる。上位モデルにはトリプルゾーンエアコン、パワーテールゲート、2メモリーパワーシート、115V電源、Bluetoothハンズフリーリンク、などが用意されている。
エンジンは先代と同じJ35Aだが、気筒休止パターンが3ステージ（6-4-3気筒）となったVCMのみとなり、さらに最高出力、最大トルクともに向上している。4WDのトランスミッションも先代と同様のVTM-4である。
2012年モデルでは、エクステリアではフロントグリル、ヘッドライトデザインが変更された。フロントストレーキの改良で空力性能も向上、エンジンの改良などと合わせてEPA燃費が2011年モデルと比較して1～2MPG向上した。EXより上位のモデルではホイールサイズが18インチと1インチアップした。
インテリアも素材の改良や、コンソールのレイアウトが変更された。オーディオやナビゲーションシステムなどもアップグレードしている。その他遮音性の高いアコースティックフロントガラスが全車標準装備され、EX-Lグレードにはパワーテールゲートが追加された。
2012年11月30日に韓国での発売を開始した。2代目より生産はアラバマ工場のみで行われている。

## 3代目 YF5/6型（2015年 - 2022年）
2015年2月のシカゴオートショーで初披露され、同年7月より北米で販売を開始した。
ボディサイズは全長が約8cm長くなり、その結果室内はタンデムディスタンスやカーゴスペースが拡大、3列目シートを畳まずに荷室に82クオート（78L）のクーラーボックスを載せることができるようになった。
全高は約2.5cm低くなり、空力性能が向上。最低地上高も約1.7cm先代より低くなり、室内でもフロアやヒップポイントが低くなった。3代目MDXと同じく新グローバルライトトラックプラットフォームを採用、3ボーンデザインのアンダーボディ（次世代ACEボディー）を持つ。先代より車両重量は300lb（136kg）減と大幅な軽量化を果たしている。
エクステリアではLEDテールライトを標準とし、上位グレードではLEDプロジェクターヘッドライトも採用する。
テールゲートは先代のガラスハッチがなくなり、軽量でシンプルになった。ホイールは標準18インチで上位グレードは20インチと大径化された。
インテリアでは、Androidベースの8インチタッチスクリーンオーディオシステムを用意。USB給電は2.5Aまでに対応する。
2列目シートはEX-Lグレード以上で1タッチスライド機能を装備、トップグレードのEliteでは2列目は2席のキャプテンシートになる。
Eliteではホンダ北米モデル初のパノラミックガラスルーフも採用する。
エンジンは直噴3.5 L V6 i-VTECで最高出力280 hp、最大トルク262 lb.-ftを発生、先代より30 hp、9 lb.-ftのパワーアップを果たした。牽引能力もAWDモデルで5,000 lbs、2WDモデルで3,500 lbsにアップ、トランスミッションは6速ATと上位モデルではアイドルストップ機能付き9速ATを採用する。EPA燃費は先代よりcity/highway/combineそれぞれ1 - 2 mpg向上した。4WDモデルではトルクベクタリングも可能となった新型のVTM-4を採用。TLXや2016年モデルのMDXに搭載される電動油圧ポンプと油圧クラッチを使った新タイプのSH-AWDと同様のシステムとなっている。MDXやTLXとは異なり、クルージング時は前後駆動力が100:0となる（MDX、TLXは90:10）。SH-AWD同様リアを2.7 %増速させており、コーナリング時などには後輪左右100:0のトルク配分が可能。さらにIntelligent Traction Management Systemにより路面状況に応じてコンソールのボタンでマッド、サンド、スノー、ノーマルの走行モードを選択できる（2WDモデルはノーマル、スノーのみ）。

なお、2代目（YK2型）リッジラインは当代とエクステリアの一部を共用することとなった。

## 4代目 YG1/2型（2022年 - ）
2022年10月6日、オフロード仕様「トレイルスポーツ」を、米国で開幕するオースティン・シティ・リミッツ・ミュージック・フェスティバルにて発表。オールテレーンタイヤ、スチール製スキッドプレート、オフロードチューンサスペンション、強化されたAWDシステムを搭載する。
グレードはスポーツ、EX-L、ツーリング、エリート、トレイルスポーツの5つとなる。エンジンは3.5L V6で285hp、36.2kg-mである。トランスミッションはジョージア工場の10速ATが組み合わせられる。また、フロントエンドモジュールをアラバマ工場で初めて採用した。
2022年12月12日発売。12月27日、アラバマ工場で生産開始。